# Red Hook Summer
Red Hook Summer es una película estadounidense coescrita y dirigida por Spike Lee. Es la sexta película de Lee en su saga Crónicas de Brooklyn tras She's Gotta Have It, Do the Right Thing, Crooklyn, Clockers, y He Got Game.

## Sinopsis
Un joven de Atlanta documenta un verano que pasó en un vecindario de Brooklyn al lado de su devoto abuelo.

## Reparto
- Clarke Peters como Da Good Bishop Enoch Rouse.
- Nate Parker como Box.
- Thomas Jefferson Byrd como Deacon Zee.
- Toni Lysaith como Chazz Morningstar.
- Jules Brown como Flik Royale.
- Jon Batiste como Da Organist T.K. Hazelton
- Colman Domingo como adult Blessing Rowe.
- Heather Simms como Sister Sharon Morningstar.
- James Ransone como Kevin.
- De'Adre Aziza como Colleen Royale.
- Isiah Whitlock Jr. como el Detective Flood.
- Tracy Camilla Johns como Mother Darling.

Spike Lee aparece brevemente como Mookie, el personaje principal de su película de 1989 Do the Right Thing, vestido con su camiseta original de "Sal's Pizzeria".

## Producción
El rodaje duró tres semanas, «con un presupuesto pequeño, al estilo guerrilla, como la primera película de Lee.»
Red Hook Summer marcó la primera vez que Lee apareció en una de sus películas desde Summer of Sam (1999).

## Estreno
Una versión de 135 minutos de Red Hook Summer se presentó en el Festival de Cine de Sundance de 2012; la película se estrenó el 10 de agosto de 2012, en teatros selectos del área de la ciudad de Nueva York y se estrenó en Los Ángeles y otras partes de los Estados Unidos el 24 de agosto de 2012.  La película llegó a 41 teatros en su apogeo.  
La película fue estrenada en video casero el 21 de diciembre de 2012.